# Marvin Senaya
Marvin Senaya (Saint-Louis, 28 gennaio 2001) è un calciatore francese, difensore dell'Auxerre.

## Biografia
Senaya è figlio dell'ex calciatore togolese Yao Mawuko Sènaya.

## Carriera
Senaya ha iniziato la sua carriera con le riserve dello Strasburgo nel 2019 ed ha firmato un contratto profesionistico con il club il 7 maggio 2021. Il 31 agosto 2021 è andato in prestito al Sochaux per la stagione 2020-21. Ha fatto il suo esordio professionistico con il Sochaux in una vittoria per 2-0 in Ligue 2 contro il Paris FC il 18 settembre 2021.
Ha debuttato in Ligue 1 con lo Strasburgo il 14 agosto 2022 contro il Nizza.
Il 17 agosto 2022 si è unito al Rodez in prestito.

## Statistiche

### Presenze e reti nei club
Statistiche aggiornate al 6 febbraio 2025.
| Stagione            | Squadra             | Campionato          | Campionato | Campionato | Coppe nazionali | Coppe nazionali | Coppe nazionali | Coppe continentali | Coppe continentali | Coppe continentali | Altre coppe | Altre coppe | Altre coppe | Totale | Totale | Totale |
| Stagione            | Squadra             | Comp                | Pres       | Reti       | Comp            | Pres            | Reti            | Comp               | Pres               | Reti               | Comp        | Pres        | Reti        | Pres   | Reti   |        |
| ------------------- | ------------------- | ------------------- | ---------- | ---------- | --------------- | --------------- | --------------- | ------------------ | ------------------ | ------------------ | ----------- | ----------- | ----------- | ------ | ------ | ------ |
| 2019-2020           | Strasburgo 2        | N3                  | 12         | 0          | -               | -               | -               | -                  | -                  | -                  | -           | -           | -           | 12     | 0      |        |
| 2020-2021           | Strasburgo 2        | N3                  | 6          | 0          | -               | -               | -               | -                  | -                  | -                  | -           | -           | -           | 6      | 0      |        |
| 2019-2020           | Strasburgo          | L1                  | 0          | 0          | CF              | 0               | 0               | -                  | -                  | -                  | -           | -           | -           | 0      | 0      |        |
| 2020-2021           | Strasburgo          | L1                  | 0          | 0          | CF              | 0               | 0               | -                  | -                  | -                  | -           | -           | -           | 0      | 0      |        |
| 2021-2022           | Sochaux             | L2                  | 22         | 0          | CF              | 3               | 0               | -                  | -                  | -                  | -           | -           | -           | 25     | 0      |        |
| lug.-ago. 2022      | Strasburgo          | L1                  | 1          | 0          | CF              | -               | -               | -                  | -                  | -                  | -           | -           | -           | 1      | 0      |        |
| ago. 2022-2023      | Rodez               | L2                  | 34         | 2          | CF              | 4               | 0               | -                  | -                  | -                  | -           | -           | -           | 38     | 2      |        |
| 2023-2024           | Strasburgo          | L1                  | 32         | 1          | CF              | 4               | 1               | -                  | -                  | -                  | -           | -           | -           | 36     | 2      |        |
| 2024-feb. 2025      | Strasburgo          | L1                  | 10         | 0          | CF              | 2               | 0               | -                  | -                  | -                  | -           | -           | -           | 13     | 0      |        |
| Totale Strasburgo   | Totale Strasburgo   | Totale Strasburgo   | 43         | 1          |                 | 6               | 1               |                    | -                  | -                  |             | -           | -           | 49     | 2      |        |
| 2024-feb. 2025      | Strasburgo 2        | N3                  | 1          | 0          | -               | -               | -               | -                  | -                  | -                  | -           | -           | -           | 1      | 0      |        |
| Totale Strasburgo 2 | Totale Strasburgo 2 | Totale Strasburgo 2 | 19         | 0          |                 | -               | -               |                    | -                  | -                  |             | -           | -           | 19     | 0      |        |
| Totale carriera     | Totale carriera     | Totale carriera     | 118        | 3          |                 | 13              | 1               |                    | -                  | -                  |             | -           | -           | 131    | 4      |        |